# Loctite
Loctite è un marchio di adesivi e sigillanti. Ha origine come marchio dalla statunitense American Sealants; divenne poi azienda come Loctite Corporation. Dal 1997 appartiene al gruppo tedesco Henkel.

## Storia
Nel 1953 il professore statunitense Vernon Krieble sviluppò un frenafiletti anaerobico nel suo laboratorio al Trinity College a Hartford (Connecticut). L'azienda di Krieble, la American Sealants, fondò il marchio Loctite, con nuovi prodotti per l'ingegneria meccanica.  Nel 1956, il nome Loctite fu scelto dalla figlia acquisita di Krieble. Il Loctite comparve ufficialmente il 26 luglio 1956 ad una conferenza presso la University Club of New York.
Nel 1963 la American Sealants divenne Loctite Corporation. Dopo la morte di Vernon Krieble nel 1964, il figlio Robert H. Krieble, chimico come il padre, divenne CEO fino al 1985.
Nel 1964, Loctite introdusse il cianoacrilato adesivo (inventato dalla Eastman Kodak nel 1942), noto come “Super Glue” (Super colla). Fu il primo di diversi nuovi prodotti come silicone, epossidici, acrilici e anaerobici.
Nel 1997 Loctite fu acquisita dalla Henkel.

## Prodotti

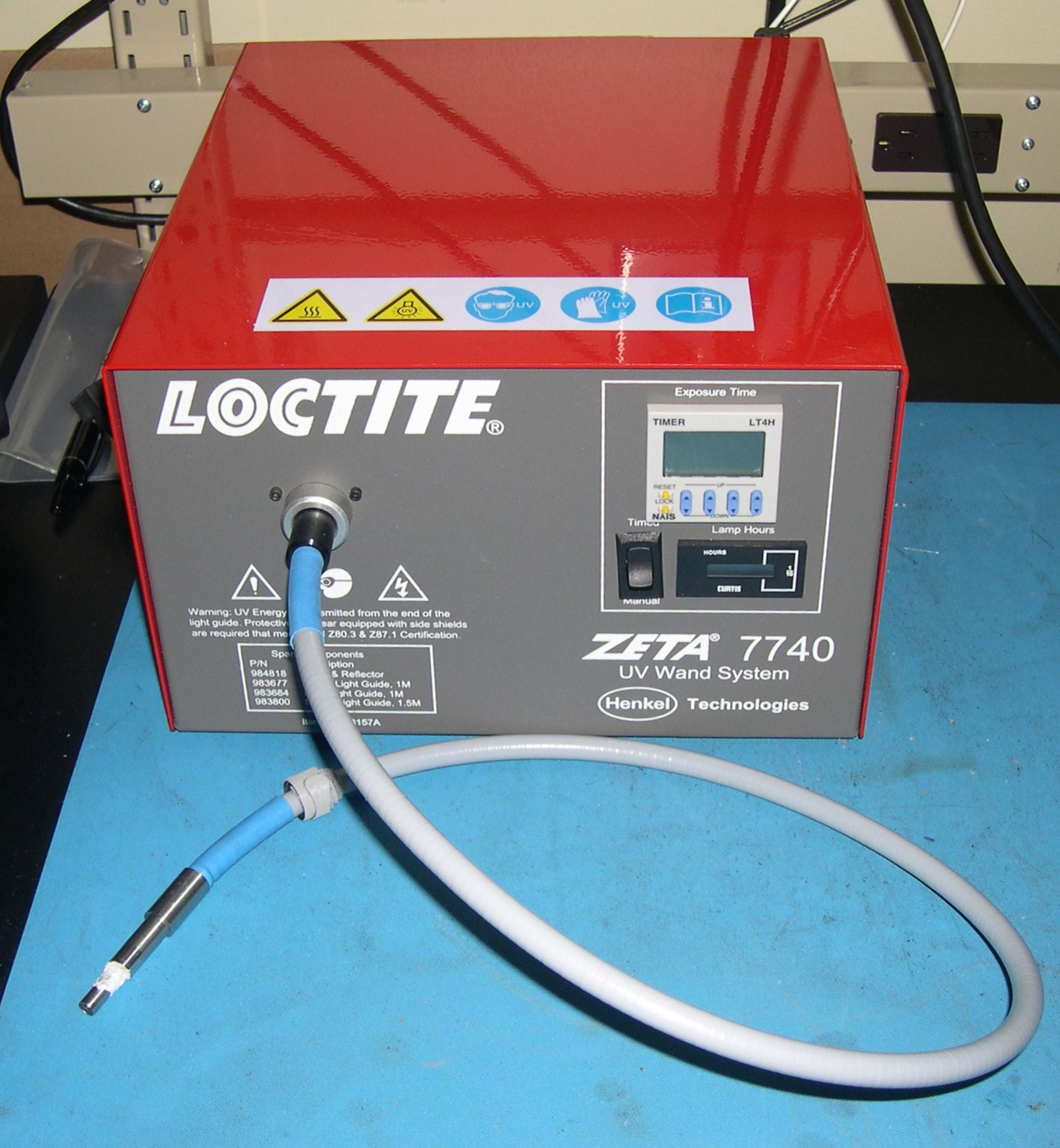
Loctite brand UV cure

- Adesivi cianoacrilici,[5] epossidici[6] e a caldo[7]
- Protettivi superficiali[8]
- Sigillanti e rivestimenti per pavimenti e pareti[9]
- Sigillanti[10]
- Lubrificanti[11]
- Composti per il taglio e le lavorazioni meccaniche[12]
- Rinforzanti[13]
- Repairing, rebuilding e restoring[14]
- Composti adesivi per accoppiamenti non filettati
- Pulitori di superfici e trattamenti pre applicazione
- Frenafiletti e sigillanti anaerobici semisolidi
- Dispositivi medici
- Apparecchi per le applicazioni dei prodotti